# Edward Manning
Henry Edward Manning (Totteridge, Hertfordshire, 15 de Julho de 1808 - Londres, 14 de Janeiro de 1892) foi um cardeal e arcebispo da Igreja Católica Apostólica Romana, titular da Catedral de Westminster, Inglaterra.

## Juventude e formação
Manning era o terceiro e o menor dos filhos de William Manning, um comerciante de West India, que foi diretor e governador do Banco da Inglaterra entre 1812 - 1813, e que esteve no Parlamento por trinta anos, representando como "Tory" a Plympton Earle, Lymington, Evesham, Worcestershire, e a Penryn, Cornwall consecutivamente.
A mãe de Henry, Mary, filha de Henry Leroy Hunter, de Beech Hill, Reading, provinha de uma família que dizia ser da França. Manning passou a sua juntentude principalmente em Coombe Bank, Sundridge, Kent, onde teve por companheiros Charles Wordsworth e Christopher Wordsworth, que foram Bispos de Saint Andrews e Lincoln, respectivamente. Estudou no colégio Harrow entre os anos de 1822 – 1827, durante a época do reitor Dr. G. Butler, mas não obteve nenhuma distinção além de jogar na equipe de Cricket.
Matriculou-se no Colégio Ballion, Oxford, em 1827 e logo se fez notar na equipe de debate em Osford Union, onde William Ewart Gladstone o sucedeu como presidente em 1830. Por este tempo teria ambicionado a carreira política, mas seu pai havia feito vários maus negócios, pelo que não optou por esta carreira.
Manning se graduou com honras de primeiro da sua classe em 1830 e obteve o posto como clérigo supernumerário na "Colonial Office". Deste posto renunciou em 1832.

## Clérigo Anglicano
Ao voltar a Oxford, ganhou o concurso para ser acadêmico do Merton College de Oxford, e recebeu também a ordenação como sacerdote da Igreja Anglicana, em 1833 foi nomeado reitor da paróquia "Lavington-with-Graffham em Sussex" graças ao patronato de Mrs. Sargent.
Manning contraiu matrimônio com a neta de Sargent, Caroline, em 7 de novembro de 1833, numa cerimônia presidida por um parente político da noiva, Samuel Wilberforce, que chegaria logo a ser Bispo de Oxford e de Winchester. O casamento de Manning durou apenas 4 anos, sua jovem esposa morreu em 24 de julho de 1837. Quando Manning morreu, muitos anos depois, após décadas de celibato como sacerdote Católico Romano, um colar foi encontrado ao redor de seu pescoço com a foto de sua esposa.
Embora nunca tenha sido um seguidor reconhecido de John Henry Newman, a teologia de Manning se voltou cada vez mais para a "High Church" Anglicana, até aderir ao Movimento de Oxford, (conhecidos também como os "Tractarians").
En 1838 assumiu um papel importante dentro do movimento educacional anglicano, graças ao qual internatos diocesanos foram estabelecidos através do país. Em dezembro deste mesmo ano realizou sua primeira visita a Roma.
Em janeiro de 1841 o bispo de Chichester, Inglaterra, o nomeou arquidiácono de Chichester, no que começou a visitar pessoalmente as paróquias de seu distrito, completando esta tarefa en 1843. En 1842 publicou The Unity of the Church, e sua reputação como orador eloquente se tornou considerável pela época, durante a qual foi nomeado como encarregado de dar sermões na Universidade, e começou a dividir o púlpito com Newman de tempos em tempos como vigário de St. Mary's.

## Conversão ao Catolicismo
A crença de Manning no anglicanismo foi alterada em 1850, quando o alto clero da Igreja Anglicana decidiu ordenar um clérigo que muitos, assim como Manning, pensavam ser um herege. No ano seguinte, em 6 de abril de 1851, foi recebido na Igreja Católica Romana e, pouco depois, em 14 de junho de 1851 foi ordenado sacerdote. Devido a suas habilidades e sua fama, alcançou rapidamente uma posição de grande influência e em 1865 foi nomeado Arcebispo de Westminster.
Dentre seus sucessos como líder da Igreja Católica na Inglaterra se destacam a construção da Catedral de Westminster e um amplo sistema de educação da doutrina Católica Romana. Em 1875, foi nomeado Cardeal e participou do conclave que elegeu o Papa Leão XIII em 1878.

## Influências
Teve uma grande influência na conversão de pessoas notáveis tais como Elizabeth Belloc, mãe do famoso historiador Hilaire Belloc no qual o pensamento de Manning teve uma grande presença. A ele é atribuída importante participação na elaboração da encíclica Rerum Novarum, de Leão XIII.

## Morte
Quando faleceu em 1892, os seus bens foram avaliados em 3.527 libras esterlinas.